# Pulchrana signata
Pulchrana signata es una especie de anfibio anuro de la familia Ranidae.

## Distribución geográfica
Esta especie se encuentra:
- en el sur de Tailandia;
- en Malasia peninsular y oriental;
- en Indonesia en la isla de Sumatra.[5]

## Publicación original
- Günther, 1872 : On the reptiles and amphibians of Borneo. Proceedings of the Zoological Society of London, vol. 1872, p. 586-600[6]